# 傅雯娟
傅雯娟（1949年8月—），浙江鄞县人。中华人民共和国政治人物。
毕业于同济大学建筑管理专业大专学历。1999年3月，任建设部人事教育司司长；2001年6月任建设部副部长。2007年8月，任中央纪委驻国家环境保护总局纪检组组长。2007年10月当选为中国共产党第十七届中央纪律检查委员会委员。